# Paulo Raimundo

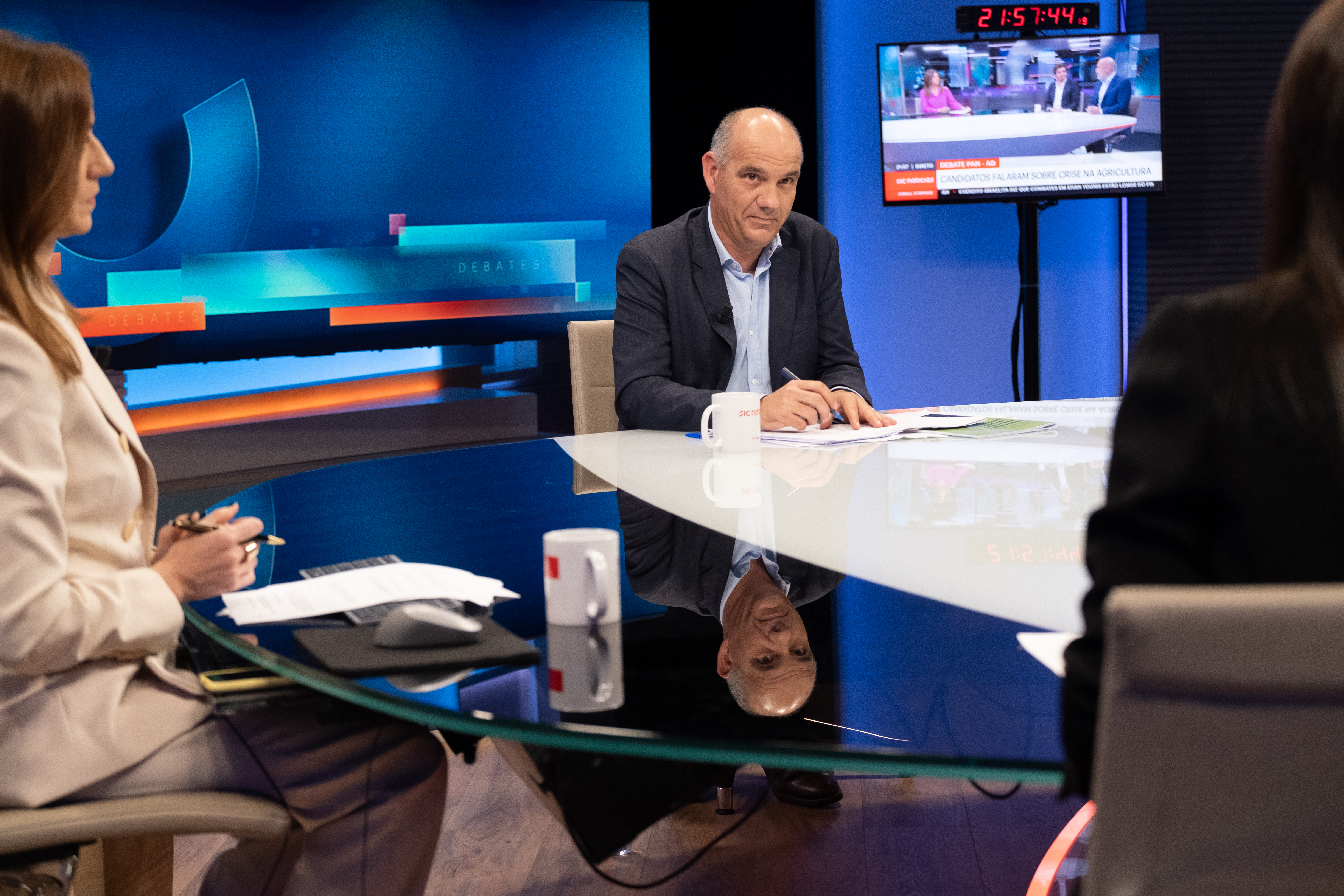
Paulo Raimundo

Paulo Alexandre Cantigas Raimundo (* 24. September 1976 in Cascais) ist ein portugiesischer kommunistischer Politiker und der derzeitige Generalsekretär der Partido Comunista Portugues. Er arbeitete als Tischler, Bäcker, Arbeiter, Kulturanimateur bei der Associação Cristã da Mocidade in Bela Vista und als Funktionär der JCP (portugiesische kommunistische Jugend). Seit 2004 ist er PCP-Funktionär.

## Biografie
Paulo Raimundo wurde in Cascais als Sohn von Arbeitern aus der Stadt Beja geboren. Nach seinen ersten Jahren in Cascais zog er nach Setúbal, wo er die Grundschule besuchte und sich in Studentenorganisationen und Kämpfen engagierte. Nachdem er mit seiner Mutter in verschiedenen Bereichen gearbeitet hatte, unter anderem in der Landwirtschaft und bei der Muschelernte, setzte er seine Ausbildung fort und arbeitete nachts als Student, um das Gymnasium abzuschließen.
Im Laufe seines Lebens hat er verschiedene Berufserfahrungen gesammelt, unter anderem in der Schreinerei, Bäckerei und Kulturarbeit. Seine Erfahrung als kultureller Animateur hatte einen bedeutenden Einfluss auf seine persönliche und politische Bildung. Er leistete seinen obligatorischen Militärdienst ab und trat 1991 in die Kommunistische Jugend Portugals (JCP) ein, der er 1994 als Mitglied der Kommunistischen Partei Portugals (PCP) beitrat.
Im Laufe der Jahre bekleidete er verschiedene Ämter in der PCP, darunter das Nationale Direktorium, die Politische Kommission und das Sekretariat der JCP. Er wurde in die Stadtverordnetenversammlung von Setúbal gewählt und auf den Kongressen der PCP in das Zentralkomitee, die Politische Kommission und das Sekretariat des Zentralkomitees gewählt.

## Secretário Geral do PCP
Am 12. November 2022 hat Jerónimo de Sousa sein Amt abgegeben und Paulo Raimundo hat es übernommen.
Bislang war Paulo Raimundo unbemerkt geblieben und nicht sehr bekannt. Es wurde erwartet, dass nach dem Ruhestand von Jeronimo de Sousa bekanntere Namen wie João Ferreira, João Oliveira oder Alma Rivera seine Nachfolge als Parteivorsitzender antreten würden. Paulo Raimundo wurde jedoch innerhalb der Partei als die richtige Wahl anerkannt. Außerhalb der Partei glauben viele immer noch, dass João Oliveira oder João Ferreira die beste Wahl gewesen wären.